# Barcelonnette (quận)
Quận Barcelonnette là một quận của Pháp, nằm ở tỉnh Alpes-de-Haute-Provence, ở vùng Provence-Alpes-Côte d'Azur. Quận này có 2 tổng và 16 xã.

## Các đơn vị hành chính

### Các tổng
Các tổng của quận Barcelonnette là: 
1. Barcelonnette
2. Le Lauzet-Ubaye

### Các xã
Các xã của quận Barcelonnette, và their INSEE codes là: 
| 1. Barcelonnette (04019)         | 2. Enchastrayes (04073)           | 3. Faucon-de-Barcelonnette (04086)  | 4. Jausiers (04096)        |
| 5. La Bréole (04033)             | 6. La Condamine-Châtelard (04062) | 7. Larche (04100)                   | 8. Le Lauzet-Ubaye (04102) |
| 9. Les Thuiles (04220)           | 10. Meyronnes (04120)             | 11. Méolans-Revel (04161)           | 12. Pontis (04154)         |
| 13. Saint-Paul-sur-Ubaye (04193) | 14. Saint-Pons (04195)            | 15. Saint-Vincent-les-Forts (04198) | 16. Uvernet-Fours (04226)  |